# Andrés Villena
Andrés J. Villena Rodríguez (ur. 27 lutego 1993 w San Roque) – hiszpański siatkarz, grający na pozycji atakującego, reprezentant Hiszpanii. 

## Sukcesy klubowe
Superpuchar Hiszpanii:
- 2010, 2011, 2015, 2018

Liga hiszpańska:
- 2013, 2016, 2017[4], 2018, 2019
- 2011, 2012

Puchar Hiszpanii:
- 2016, 2017, 2018

Puchar KOVO:
- 2019

Liga południowokoreańska:
- 2025[5]

## Sukcesy reprezentacyjne
Mistrzostwa Świata Kadetów:
- 2011

Mistrzostwa Europy Juniorów:
- 2012

Igrzyska Śródziemnomorskie:
- 2018

## Nagrody indywidualne
- 2011: Najlepszy zagrywający Mistrzostw Europy Kadetów
- 2011: Najlepszy punktujący Mistrzostw Świata Kadetów
- 2012: Najlepszy atakujący i punktujący Mistrzostw Europy Juniorów
- 2018: MVP Superpucharu Hiszpanii
- 2019: MVP Pucharu KOVO